# Henryk Boral
Henryk Boral (ur. ok. 1867, zm. 4 czerwca 1946 w Krakowie) – polski lekarz z tytułem doktora.
Przez wiele lat był ordynatorem sanatoriów w Gardone Riviera i Mendola we Włoszech. Pod koniec życia był lekarzem naczelnym Towarzystwa Riunione Adriatica, działającym w gmachu przy ul. S. Moniuszki w Warszawie. Otrzymał tytuł radcy medycznego.
Zmarł 4 czerwca 1946 w Krakowie w wieku 79 lat. Został pochowany na cmentarzu Rakowickim w Krakowie 6 czerwca 1946. Był żonaty.

## Ordery i odznaczenia
- Komandor Orderu Korony Włoch[1]
- Kawaler Orderu Świętego Sawy[1]